# Showbiz
Showbiz és el primer àlbum de la banda anglesa Muse. Va ser llançat en el Regne Unit sota la productora Taste Media el 28 de setembre de 1999. És considerat el disc més "cru" de la banda, al posseir un so simple, sense tantes modificacions o experimentacions que caracteritzen als discos següents; se'l cataloga com un disc d'estil rock alternatiu, rock indie i hard rock
Les cançons Uno, Cave, Muscle Museum, Sunburn i Unintended van ser llançades, en aquest ordre, com singles, gravant-se per a totes un vídeo musical, excepte per a "Cave". Totes les lletres van ser escrites per Matthew Bellamy. La música va ser escrita per Matthew Bellamy, Christopher Wolstenholme i Dominic Howard.

## Llista de cançons
1. Sunburn - 3:54
2. Muscle Museum - 4:23
3. Fillip - 4:01
4. Falling Down - 4:34
5. Cave - 4:46
6. Showbiz - 5:16
7. Unintended - 3:57
8. Uno - 3:38
9. Sober - 4:04
10. Escape - 3:31
11. Overdue - 2:26
12. Hate This & I'll Love You - 5:09

Existeix una versió japonesa amb una cançó extra, Spiral Static (4:44) després de Sober. Aquesta cançó apareix després com b-side en el single Plug in Baby de l'àlbum Origin of Symmetry.